# Greve dos animadores da Disney

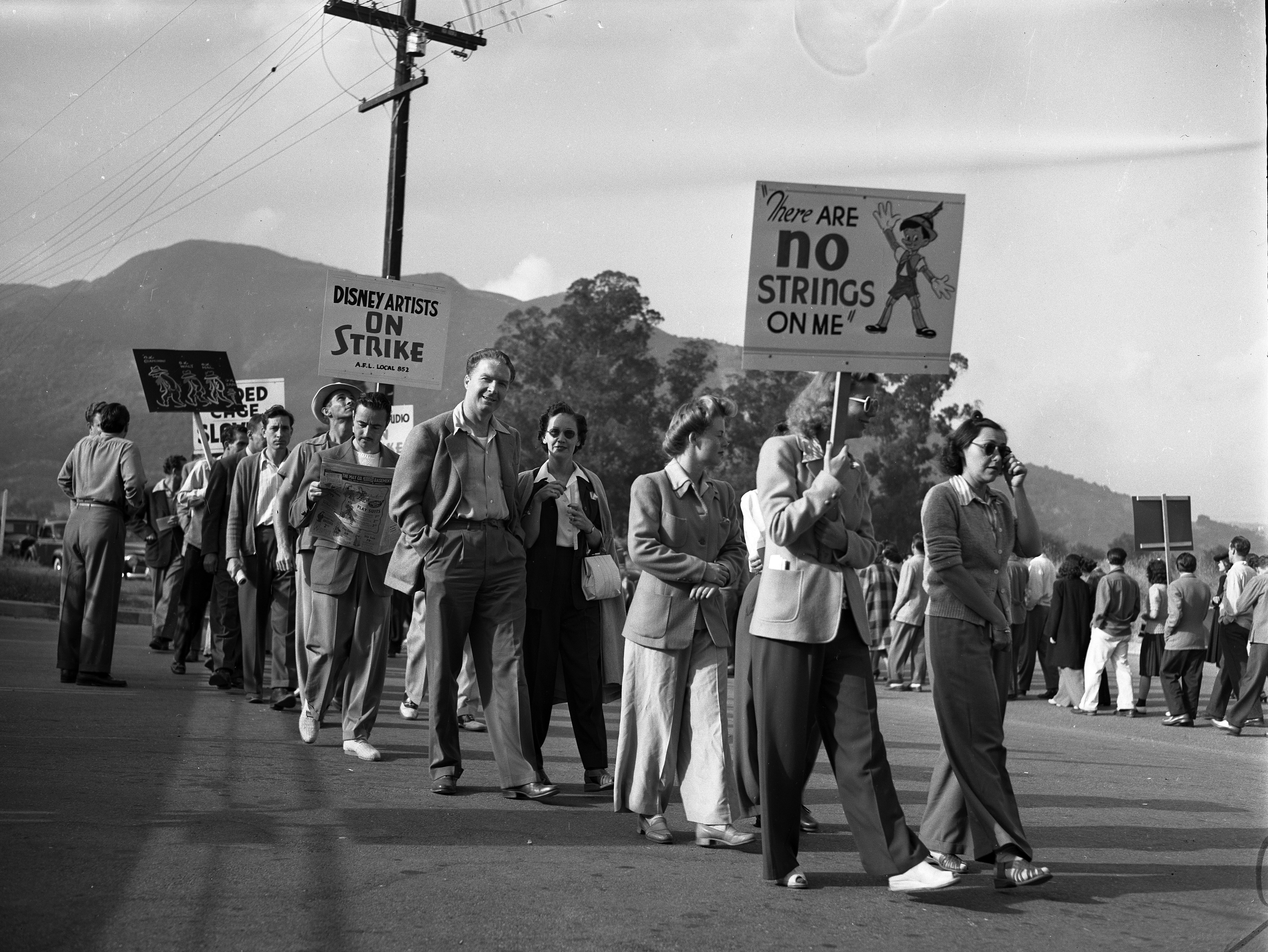
Artistas em greve na Walt Disney Productions, 1941

A greve dos animadores da Disney foi uma paralisação da indústria cinematográfica americana em 1941, na qual funcionários sindicalizados da Walt Disney Productions fizeram piquetes e interromperam a produção cinematográfica por pouco menos de quatro meses.
A greve refletiu a indignação com as desigualdades salariais e privilégios na Disney, um local de trabalho não sindicalizado. Walt Disney respondeu à greve de cinco semanas demitindo muitos de seus animadores, mas acabou sendo pressionado a reconhecer o Screen Cartoonist's Guild (SCG) assinando um contrato com eles, o que envolvia, entre outras concessões, a recontratação daqueles que desejassem retornar.

## História

### Contexto
Na década de 1930, houve uma ascensão de sindicatos em Hollywood em resposta à Grande Depressão e aos subsequentes maus-tratos aos funcionários pelos estúdios. Entre esses sindicatos estava o Screen Cartoonist's Guild (SCG), que foi formado em 1938 após a primeira greve em um estúdio de animação, a greve de 1937 da Fleischer Studios . Em 1941, o presidente da SCG , Herbert Sorrell, havia garantido contratos com todos os grandes estúdios de desenho animado, exceto Disney e Leon Schlesinger Productions. Schlesinger cedeu aos pedidos do SCG para assinar um contrato depois que seus próprios funcionários entraram em greve, mas ao assinar teria perguntado: "E a Disney?" 
Os animadores da Disney tinham os melhores salários e condições de trabalho da indústria, mas estavam descontentes.  Originalmente, 20 por cento dos lucros dos desenhos animados de curta-metragem eram destinados aos bônus dos funcionários, mas a Disney acabou por suspender esta prática. O longa-metragem de animação de 1937 da Disney, Branca de Neve e os Sete Anões, foi um sucesso financeiro, permitindo à Disney construir um estúdio novo e maior em Burbank, Califórnia,  financiado por empréstimos.  No estúdio de Burbank foi imposto um sistema de hierarquia rígido, onde os benefícios dos funcionários, como acesso ao restaurante, ginásio e sauna a vapor, eram limitados aos principais roteiristas e animadores do estúdio, que também recebiam escritórios maiores e mais confortáveis. Departamentos individuais eram segregados por prédios e fortemente policiados por administradores.
Os fracassos de bilheteria de Pinóquio e Fantasia em 1940 forçaram a Disney a fazer demissões, embora ele raramente se envolvesse no processo de contratação e demissão de pessoas que não estivessem no topo da cadeia salarial. A estrutura de pagamento do estúdio era muito desorganizada, com alguns animadores de alto escalão ganhando até US$ 300 por semana, enquanto outros funcionários ganhavam apenas US$ 12. De acordo com o então animador da Disney, Willis Pyle, "não havia sentido algum na forma como os funcionários eram pagos. Você podia estar sentado ao lado de um colega fazendo a mesma coisa que você e podia estar ganhando US$ 20 por semana a mais ou a menos que ele". Os funcionários também foram forçados a colocar seus nomes em documentos que declaravam que trabalhavam quarenta horas por semana, quando suas horas reais eram muito maiores. Além disso, havia ressentimento pelo fato de Walt Disney assumir o crédito por seu trabalho, e os funcionários desejavam receber crédito na tela por sua arte. 

### Ação trabalhista
O SCG e Sorrell começaram a se reunir regularmente no Hollywood Hotel desde o início de 1941 para ouvir as queixas dos trabalhadores da Disney e planejar um esforço de sindicalização.  Muitos animadores, incluindo Art Babbitt, ficaram insatisfeitos e se juntaram ao SCG. Babbitt era um dos animadores mais bem pagos da Disney, embora simpatizasse com os funcionários de baixo escalão e abertamente não gostasse da Disney.  Babbitt já havia sido um alto funcionário do sindicato da empresa Disney, a Federation of Screen Cartoonists, mas ficou frustrado por não conseguir efetuar mudanças nessa posição.  Disney não viu nenhum problema com a estrutura, acreditando que o estúdio deveria ser administrado como ele bem entendesse e que seus funcionários deveriam ser gratos a ele por fornecer o novo espaço de estúdio. 
Sorrell, junto com Babbitt e Bill Littlejohn,  abordou Disney e exigiu que ele sindicalizasse seu estúdio,  mas Disney recusou. Em fevereiro de 1941, Disney reuniu todos os 1.200 funcionários em seu auditório para um discurso:
 Citação: Nos 20 anos que passei nesta empresa, resisti a muitas tempestades. Não foi nada fácil navegá-las. Foi preciso muito trabalho, luta, determinação, competência, fé e, acima de tudo, altruísmo. Algumas pessoas pensam que temos uma distinção de classe no local. Eles se perguntam por que algumas pessoas conseguem assentos melhores no teatro do que outros. Eles se perguntam por que alguns homens têm espaços no estacionamento e outros não. Eu sempre senti, e sempre sentirei que os homens que mais contribuem para a organização deveriam, apenas por respeito, desfrutar de alguns privilégios. Minha primeira recomendação para muitos de vocês é essa; Bote a própria casa em ordem, não dá para fazer coisa alguma ficando sentado e esperando que te expliquem tudo. Se você não está progredindo como deveria, em vez de resmungar e rosnar, faça algo a respeito. 
A assembleia foi mal recebida, e mais funcionários se juntaram ao SCG. As tensões entre Disney e Babbitt atingiram o auge quando Disney começou a ver Babbitt como alguém que o havia traído pessoalmente ao se tornar um líder sindical.  A Disney demitiu Babbitt junto com outros 16 funcionários que eram membros do SCG.

### A greve
No dia seguinte, 29 de maio, mais de 200 funcionários do estúdio entraram em greve, durante a produção do filme Dumbo, de 1941, contra o conselho de Sorrell, que queria mais tempo para organizar os trabalhadores antes de entrar em greve.  Animadores de outros estúdios, como os da Schlesinger, ofereceram seu apoio durante a greve. A Disney retaliou retratando caricaturalmente alguns dos funcionários grevistas em Dumbo como palhaços de circo antagônicos e, em uma ocasião, até tentou atingir Babbitt, que fazia piquete, mas foi impedido pelos guardas do estúdio.   Por sua vez, os grevistas mantiveram uma atmosfera carnavalesca na linha de piquete, usando humor e habilidades artísticas na produção de cartazes e, em certo momento, carregando uma guilhotina falsa numa marcha e usando-a para decapitar um manequim de Walt Disney. Eles também receberam apoio de outros sindicatos, com funcionários sindicalizados da Technicolor, Williams e Pathé se recusando a exibir filmes da Disney, e o grupo de defesa do consumidor League of Women Shoppers fazendo piquetes nos cinemas que os exibiam. Os grevistas da Disney também estenderam a solidariedade às greves em outros setores, como a produção de cartazes para uma greve dos trabalhadores da United Auto na North American Aviation em Los Angeles. 
A greve foi resolvida quando o National Labor Relations Board pediu à Disney que assinasse um contrato sindical e ele concordou. Disney estava retornando de uma viagem de boa vontade pela América Latina para produzir filmes de animação como parte da política da Boa Vizinhança, permitindo que as tensões diminuíssem em sua ausência - embora o SCG tenha mantido pressão antes da saída de Disney: o agente comercial do sindicato, Bill Pomerance, obteve detalhes de líderes sindicais nas cidades que estavam no itinerário da Disney por meio do National Maritime Union . Ele então contatou o Departamento de Estado para informá-los que piquetes contra a Disney e seus filmes estavam sendo organizados na América do Sul, argumentando que "a empresa Disney (deveria) cumprir os padrões americanos de tratamento justo do trabalho" como condição para que Walt Disney pudesse representar os Estados Unidos como um embaixador da boa vontade. Como resultado, o Serviço de Conciliação dos EUA reuniu ambas as partes em negociações em Washington DC: foi alcançado um acordo que incluía a reintegração dos funcionários despedidos antes da greve, a igualdade salarial, uma estrutura salarial mais clara e um procedimento de reclamação. 

## Consequências e saídas notáveis
A greve deixou o estúdio com apenas 694 funcionários.   Além de Babbitt, o estúdio perdeu os seguintes funcionários:
- Bill Tytla (que depois passou a trabalhar  para a Terrytoons e Famous Studios, embora seu trabalho também seja visto no curta de 1942 da MGM  The Hungry Wolf),[6] Walt Kelly, Tyrus Wong, Virgil Partch, Hank Ketcham,[7] Don Lusk,[8] Joey Lockwood, Art Palmer, James Escalante, William Hurtz, Clair Weeks,[9] Moe Gollub,[10] Willis Pyle,[11] T. Hee, George Baker,[12] Hicks Lokey,[13][14] Stephen Bosustow (que co-fundou a United Productions of America), Don Tobin,[15] Eddie Strickland,[16] Tony Rivera,[17] Cy Young,[18] Jesse Marsh,[19] Chris Ishii,[20] Aurelius Battaglia,[21] Lynn Karp,[22] Jules Engel, and Frank Fullmer.
- Kenneth Muse, Preston Blair, Ed Love, Walt Clinton, Arnold Gillespie, Claude Smith, Otto Englander, Webb Smith, Chuck Couch,[16] e Bernard Wolf passaram a trabalhar na MGM Cartoon Studio.
- Frank Tashlin (que mais tarde se mudou para a Warner Bros.,que já o empregara como diretor de arte entre 1936 e1938), já  como chefe de produção da Columbia's Screen Gems,[23] contratou Emery Hawkins, Ray Patterson (que depois se mudou para MGM),[24] Louie Schmitt (depois animador e  designer de personagem para Tex Avery na MGM),[25][26] Howard Swift, Phil Klein,[27][28] John Hubley,[29] David Hilberman (que mais tarde se mudou para aWarner Bros.[30][31] e co-fundou a United Productions of America), Zack Schwartz (co-dundador da United Productions of America),[31][32] Phil Duncan, Leo Salkin,[33] Grant Simmons (que mais tarde se mudou para aMGM), Basil Davidovich (que mais tarde se mudou para a Warner Bros.), Jim Armstrong, Bernard Garbutt, William Shull (mais tarde animador para a MGM), Chic Otterstrom, Sam Cobean,[34][35] Adrian Woolery,[36] eVolus Jones. Bob Wickersham, que deixou a Disney para trabalahar na Fleischer Studios antes da greve, também foi contratado.[37][38]
- Babbitt,  Hawley Pratt. Bill Melendez, Art Heinemann, Ray Patin,[39] Phil<span typeof="mw:Entity" id="mwAVI">&nbsp;</span>Eastman,[40] Don Christensen,[41] Jack Bradbury, e Gene Hazelton[42] foram para a Leon Schlesinger Productions (mais tarde conhecida como Warner Bros. Cartoons, Inc. depois de Schlesinger vender o estúdio para a Warner Bros.). Russ Dyson, Cornett Wood e Maurice Noble would se juntariam ao estúdio anos mais tarde.
- Milt Schaffer, precedido brevemente por Couch e acompanhado anos mais tarde por Hawkins, Pat Matthews,[43] Dick Lundy e Heinemann, foram para a Walter Lantz Productions.

A Fleischer Studios (que mais tarde se tornou Famous Studios ) e a Terrytoons foram os únicos grandes estúdios de animação que não se beneficiaram da contratação de funcionários deslocados da Disney imediatamente após a greve, principalmente por estarem localizados na Costa Leste. No entanto, eles ainda conquistaram alguns talentos nos anos seguintes, incluindo Bill Tytla, Isadore Klein, Morey Reden, T. Hee e Paul Busch. 
Nos anos seguintes à Segunda Guerra Mundial, Lusk, Hee, Jones, Weeks, Marsh, Duncan, Schaffer, Hawkins, Salkin, Patin, Davidovich, Lokey, Battaglia e Bradbury retornaram ao estúdio por períodos variados. A Disney foi forçada a recontratar Babbitt depois que ele entrou com uma ação trabalhista por práticas desleais contra o estúdio, embora Babbitt tenha saído definitivamente em 1946.
A Disney nunca perdoou os participantes e posteriormente tratou os membros do sindicato com desprezo,  argumentando numa carta que a greve "fez uma limpeza no nosso estúdio" e livrou-se dos "rapazes arrogantes e dos rapazes que dizem que o mundo me deve a vida".  Ao testemunhar ao Comitê de Atividades Antiamericanas da Câmara, a Disney alegou que o comunismo desempenhou um papel importante na greve, e muitos dos participantes foram colocados na lista negra, incluindo Art Heinemann, um dos diretores de arte de Fantasia . Heinemann entrou em greve em solidariedade aos animadores e posteriormente foi demitido e colocado na lista negra, tendo seu nome removido dos créditos de Fantasia . 